# Pulau Galang
Pulau Galang är en ö i Indonesien.   Den ligger i provinsen Kepulauan Riau, i den västra delen av landet, 800 km norr om huvudstaden Jakarta. Arean är 88 kvadratkilometer.
Terrängen på Pulau Galang är platt. Öns högsta punkt är 129 meter över havet. Den sträcker sig 12,1 kilometer i nord-sydlig riktning, och 15,5 kilometer i öst-västlig riktning.  I omgivningarna runt Pulau Galang växer i huvudsak städsegrön lövskog.